# El Porvenir, Córdoba
El Porvenir är en ort i Mexiko.   Den ligger i kommunen Córdoba och delstaten Veracruz, i den sydöstra delen av landet, 240 km öster om huvudstaden Mexico City. El Porvenir ligger 902 meter över havet och antalet invånare är 1 243.
Terrängen runt El Porvenir är varierad. Runt El Porvenir är det tätbefolkat, med 570 invånare per kvadratkilometer. Närmaste större samhälle är Córdoba, 4,1 km söder om El Porvenir. Trakten runt El Porvenir består till största delen av jordbruksmark.